# ある魔女が死ぬまで
『ある魔女が死ぬまで』（あるまじょがしぬまで）は、坂による日本のライトノベル。イラストはコレフジが担当している。元々は小説投稿サイト「カクヨム」にて2019年10月から2022年8月まで連載された投稿作品で、Web版の方は物語が完結している。2021年12月より電撃の新文芸（KADOKAWA）から書籍版が刊行されている。電撃の新文芸2周年記念コンテスト〈熱い師弟関係〉部門大賞を受賞した。
メディアミックスとして、雨霰けぬによるコミカライズがウェブコミック配信サイト「電撃コミックレグルス」にて2023年3月より連載中。また、2025年4月から6月までテレビアニメ（全12話）が放送された。

## あらすじ
見習い魔女のメグ・ラズベリーは、17歳の誕生日に師である「永年の魔女」ファウストから、余命1年の呪いを受けていることを告げられる。呪いを免れる方法は、人々の嬉し涙を千粒集めて「命の種」を生み出すこと。メグは涙を集めるために多くの人と関わりながら、出会いと別れを繰り返し、魔女として成長していく。

## 登場人物
メグ・ラズベリー
声 - 青山吉能
本作の主人公。ラピスの街で暮らす世界最高の魔女の一人である「ファウスト」の弟子。見習い魔女として、多忙な師に代わり家事を一手に引き受け身の回りの世話をしている。17の誕生日に師より余命が一年である事を告げられ、一年以内に千人の嬉し涙を集めて「命の種」を作り出す事でこの運命を回避すべく、人助けの活動をすることになる。その生い立ちから後天的に特殊な眼を取得しており、精霊に死者の魂、死が迫った人に現れる死神の影など、魔女も含めた多くの人間には通常見ることの叶わない存在を視認することが出来る。性格は非常に明るく前向きで、誰とでもすぐに仲良くなれる人当たりの良い少女だが少し口が悪い。街の人達からその人柄はおおむね好評を得ているが、少々妄想癖があり、時折しょうもない妄想に浸って気持ちの悪い笑いを漏らしているため残念な所のある変人としても知られている。
17年前に魔力災害で滅んだ国であるオルロフの生まれで、世界的に見ても数人しかいない数少ない生き残りの一人。この事で孤児となり、弟子兼家族としてファウストに引き取られた。国が滅ぶほどの災害の被災者だが、メグにとっては赤ん坊の頃の話でほとんど記憶に残っていない。魔法式典で過去に関わるエルドラと出会った事で記憶が揺さぶられ、その後から悪夢として当時の僅かな記憶を見るようになった程度。
当時、魔力災害の現場から師であるファウストの手で救出されていたが、実はこの件には秘密があった。この魔力災害は自然に起こったものではなく、たった一人の魔女の手で人為的に引き起こされたものであり、その仇ともいえる魔女「エルドラ」が自身の姉弟子で、その切っ掛けを作ったのが師ファウストであり、エルドラを止めようとファウストがオルロフに訪れていたからメグを救出出来たのだという事実を知らされていなかった。だがメグはこの事実を知っても師や姉弟子を拒絶することは無く、大事な家族として受け入れた。
過去の贖罪のために師と姉弟子が始めた星を救う計画と、それによって作り出された星の核が暴走したことによる世界滅亡の危機。この解決を自らが作り出した「命の種」で果たし星を救ったメグは、代わりに師であり母であったファウストと死に別れる事となった。その葬儀の際に、エルドラより余命1年の呪いの真実が弟子への卒業試験である事を伝えられた。世界を救った功績により、亡き師の後任として七賢人の一人「希望の魔女」となったメグは、水の都アクアマリンで重度の魔力汚染から救った少女シエラを弟子として迎え、どこかの誰かを笑顔にするため日々を過ごしていく。
カーバンクル
声 - 花井美春
シロフクロウ
声 - 鈴木愛奈
ファウスト
声 − 榊原良子
二つ名は『永年の魔女』。魔法界でもトップクラスの実力を誇る“七賢人”の一人。魔導師の中でも珍しい『時魔法』を得意とし、落ち着いて威厳がある。両親を亡くしたメグを引き取り、弟子として育てている。
フィーネ・キャベンディッシュ
声 − 大久保瑠美
ラピスの街に住む高校生。メグとは10年以上の付き合いになる親友で、メグのくだらない冗談にも優しくツッコミを入れてくれる。しっかり者で、心優しい少女。
ソフィ・ヘイター
声 − 羊宮妃那
二つ名は『祝福の魔女』。メグと同い年の魔女で、“七賢人”入りを果たした天才。各地の祭典で華麗な魔法パフォーマンスを披露し、世間の注目を集めている。常に淡々としているが、食べ物には目がない。
祈
声 − 伊藤静
二つ名は『英知の魔女』。東洋出身で、“七賢人”の一人。知識と理論に基づいた魔法を得意とする。普段は製薬会社で新薬の開発に従事しており、研究に没頭して数日間風呂に入らないことも。
エルドラ
声 − 日笠陽子
二つ名は『災厄の魔女』。“七賢人”の一人。「呪い」に長けており、ファウスト同様、魔導師の中でも別格の実力を持つ。認識を阻害する魔法を常に使用しており、その存在は謎に包まれている
クロエ
声 − 種﨑敦美
二つ名は『言の葉の魔女』。魔法を使うことはできないが、半分が精霊という体質で人と精霊との仲介役を務めることができるため、“七賢人”に名を連ねる。幼い女の子の見た目に反し、実年齢は150歳以上。ファウストの大ファン。
ウェンディ
声 − 和氣あず未
クロエの一番弟子。魔法が使えないクロエを守るため、クロエが“七賢人”として表舞台に立つ際に影武者を務める。
ジャック・ルッソ
声 − 中井和哉
二つ名は『生命の賢者』。“七賢人”の一人。
アンナ
声 - 前田佳織里
ヘンディ
声 - 家中宏
ゼペット
声 - 辻親八
フレア
声 - 久保田民絵
エド
声 - 手塚ヒロミチ
リリー
声 - 村上まなつ
カーター市長
声 - 西村太佑
メアリ
声 − 諸星すみれ
ジル
声 − 大原さやか
ココ・ルッソ
声 − 水野朔
“七賢人” ジャックの愛娘。
マルコ
声 − 松田健一郎
院長
声 − 飛田展男
シエラ
声 − 海弓シュリ
セレナ
声 − 東山奈央

## 既刊一覧

### 小説
- 坂（著）・コレフジ（イラスト）、KADOKAWA〈電撃の新文芸〉、既刊3巻（2025年3月17日現在）
  1. 『ある魔女が死ぬまで -終わりの言葉と始まりの涙-』2021年12月17日発売[6]、ISBN 978-4-04-914054-5
  2. 『ある魔女が死ぬまで2 -蒼き海に祝福の鐘は鳴り響く-』2024年7月17日発売[7]、ISBN 978-4-04-915566-2
  3. 『ある魔女が死ぬまで3 -はてしない物語の幕が上がる-』2025年3月17日発売[8]、ISBN 978-4-04-915567-9

### 漫画
- 雨霰けぬ（漫画）・坂（原作）・コレフジ（キャラクター原案）『ある魔女が死ぬまで 終わりの言葉と始まりの涙』KADOKAWA〈電撃コミックスNEXT〉、既刊4巻（2025年月4月10日現在）
  1. 2023年7月27日発売[9][10]、ISBN 978-4-04-915154-1
  2. 2024年7月26日発売[11]、ISBN 978-4-04-915822-9
  3. 2024年9月27日発売[12]、ISBN 978-4-04-915932-5
  4. 2025年4月10日発売[13]、ISBN 978-4-04-916367-4

## テレビアニメ
2024年6月にテレビアニメ化が発表された。2025年4月から6月までAT-Xほかにて放送された。
原作2巻までのアニメ化。

### スタッフ
- 原作 - 坂[1]
- キャラクター原案 - コレフジ[1]
- 監督 - 濁川敦
- シリーズ構成 - 大知慶一郎[1]
- 文芸担当 - 藤本冴香
- キャラクターデザイン - ユキシズク[1]
- サブキャラクターデザイン - 吉田縦、Aquanta、鵲あかね[1]、沢村司
- プロップデザイン - 吉田縦[1]
- メグの使い魔デザイン - 福岡けい子
- 美術設定・美術監督 - 空閑由美子、鬼谷拓実[1]
- 色彩設計 - 垣田由紀子[1]
- 撮影監督 - 江間常高[1]
- 編集 - 瀧川三智[1]
- 3DCGディレクター - 柴田渉、志村英一郎、施励勤
- 音響監督 - 森下広人[1]
- 音響効果 - 林佑樹[1]
- 音響制作 - グロービジョン[1]
- 音楽 - 立山秋航[1]
- 音楽制作 - フライングドッグ[1]
- 音楽プロデューサー - 内田峻
- プロデューサー - 河本紗知、近藤真理子、飯塚彩、川人憲治郎
- アニメーションプロデューサー - はとりあゆむ
- アニメーション制作 - EMTスクエアード[1]
- 制作協力 - ビー・バード[1]
- 製作 - ある魔女が死ぬまで製作委員会（KADOKAWA、フライングドッグ、AT-X、EMTスクエアード）

### キャスト
- メグ・ラズベリー - 青山吉能[1]
- ファウスト - 榊原良子[1]
- ソフィ・ヘイター - 羊宮妃那[1]
- フィーネ・キャベンディッシュ - 大久保瑠美[1]
- 祈 - 伊藤静[1]
- 謎の少女 / クロエ - 種﨑敦美[1][15]
- エルドラ - 日笠陽子[1]
- カーバンクル - 花井美春[1]
- シロフクロウ - 鈴木愛奈[1]

### 主題歌
「Drops」
坂本真綾によるオープニングテーマ。作詞は岩里祐穂、作曲は清田直人、編曲は河野伸。
「花咲く道で」
手嶌葵によるエンディングテーマ。作詞・作曲・編曲は梶浦由記。

### 各話リスト
| 話数   | サブタイトル                     | 脚本           | 絵コンテ            | 演出     | 作画監督 | 総作画監督             | 初放送日      |
| ------ | -------------------------------- | -------------- | ------------------- | -------- | --- | ---------------------- | ------------- |
| 第1話  | 余命一年の魔女                   | 大知慶一郎     | 濁川敦              | 濁川敦   | 岡田由起子 南原孝衣子 青木伸一 Wang Xiao-ming Fan Dong-dong Yin Shao-feng Hwang Hyun-grak                                                   | ユキシズク             | 2025年 4月1日 |
| 第2話  | 見習い魔女とラピスの人々         | 大知慶一郎     | 濁川敦              | 村川直哉 | 竹內昭 吉田縦 青木伸一 岡田由紀子 周婧 黄华 江影 王培非 徐延文 欧阳海 王瑞浩 SUN CHANG HWANG HYUNGRAK                                       | 中山和子 上田理恵      | 4月8日        |
| 第3話  | 東より、英知の来訪               | 大知慶一郎     | 高屋敷寛            | 前園文夫 | 細田沙織 慧敏 約拿单 | 武内啓 吉田縦 鞠野黄英 | 4月15日       |
| 第4話  | 祝福は開門と共に                 | あおしまたかし | 前澤大樹            | 角原勇輝 | 野上慎也 桝井一平 石井麻衣 小西亜実 Han sung hui                                                                                            | 武内啓                 | 4月22日       |
| 第5話  | 祭典の夜空に花は咲く             | あおしまたかし | 濁川敦              | mikan    | 青木伸一 竹內アキラ 岡田由紀子 陈娇娇 徐延文 欧阳海 扬彤琤 黄华 江影 毛缟斑 ルラフォート FAN DONG DONG 尹少锋 Hwang Hyun-grak               | 武内啓                 | 4月29日       |
| 第6話  | 魔法のない夕暮れの空は           | 大知慶一郎     | 浜崎賢一 石山タカ明 | 前園文夫 | 岡田由紀子 田凯丽 青木伸一 上田恵理 大野勉 米川 鄭峰 陳洁琼 劉軍 銭進一 黄湘雲 王培非 陈娇娇 徐延文 王瑞浩 梦润 朱至峰                      | 鞠野黄英               | 5月6日        |
| 第7話  | 言の葉と災厄と式典と             | あおしまたかし | 前澤大樹            | 河合昂平 | 和田祐二 関鵬 劉定福 劉軍 李慶 | ユキシズク 武内啓      | 5月13日       |
| 第8話  | 悪魔に魅入られた家族             | 大知慶一郎     | 近藤佐志美          | 粟井重紀 | 鈴木伸一 野上慎也 蕭宇庭 杜林桂 桝井一平 | 武内啓                 | 5月20日       |
| 第9話  | 古き大樹は眠る                   | 大知慶一郎     | 東田夏実            | 東田夏実 | 岡田由紀子 吉田縦 梦润 張碩源 金承旭 唐玥 杨彤琤 周婧 黄华 FAN DONG DONG yin shao feng Hwang Hyun-grak                                      | 武内啓                 | 5月27日       |
| 第10話 | 潮騒と共に祝福の鐘は鳴る（前編） | あおしまたかし | もりたけし          | 殿勝秀樹 | Baek yeonju Choi Jeonghwa Han Miok Park Joohyun Kim chuno Son Seona An Yeongyu Seung Myeonggye                                              | Joung Wooyoung         | 6月3日        |
| 第11話 | 潮騒と共に祝福の鐘は鳴る（後編） | あおしまたかし | 阿宮正和            | 平山孝成 | 青木伸一 竹內アキラ 大野勉 南原孝衣子 上田恵理 岡田由紀子 わたなべさとみ 王培非 陈娇娇 徐延文 王瑜 太上 刘龙圣                              | 山村俊了               | 6月10日       |
| 第12話 | 私の愛した人たち                 | 大知慶一郎     | 石山貴明            | 濁川敦   | 岡田由紀子 南原孝衣子 竹內アキラ 山口保則 吉田縦 北島勇樹 鞠野黄英 梁佩霄 尚亚旋 lin yu 王瑞浩 毛缟斑 王瑜 太上 刘龙圣 王培非 陈娇娇 徐延文 | ユキシズク 武内啓      | 6月17日       |

### 放送局
| 放送期間               | 放送時間                     | 放送局     | 対象地域 | 備考                                            |
| ---------------------- | ---------------------------- | ---------- | -------- | ----------------------------------------------- |
| 2025年4月1日 - 6月17日 | 火曜 23:30 - 水曜 0:00       | AT-X       | 日本全域 | 製作参加 / CS放送 / 字幕放送 / リピート放送あり |
| 2025年4月2日 - 6月18日 | 水曜 0:30 - 1:00（火曜深夜） | TOKYO MX   | 東京都   |                                                 |
|                        |                              | サンテレビ | 兵庫県   |                                                 |
|                        |                              | KBS京都    | 京都府   |                                                 |
|                        |                              | BS11       | 日本全域 | BS放送 / 『ANIME+』枠                           |

| 配信開始日   | 配信時間                           | 配信サイト | 備考                 |
| ------------ | ---------------------------------- | --- | -------------------- |
| 2025年4月2日 | 水曜 0:00（火曜深夜） 更新         | ABEMA dアニメストア | 地上波先行・最速配信 |
| 2025年4月7日 | 月曜 0:00（日曜深夜） 以降順次更新 | niconico （ ニコニコ生放送 、 ニコニコチャンネル ） U-NEXT アニメ放題 Lemino バンダイチャンネル Hulu DMM TV TELASA J:COM STREAM milplus 見放題パックプライム Amazon Prime Video FOD | 見放題配信           |
|              |                                    | ビデオマーケット music.jp カンテレドーガ HAPPY!動画 Rakuten TV | 都度課金配信         |

### BD / DVD
| 巻 | 発売日            | 収録話         | 規格品番   | 規格品番   |
| 巻 | 発売日            | 収録話         | BD         | DVD        |
| -- | ----------------- | -------------- | ---------- | ---------- |
| 1  | 2025年6月25日     | 第1話 - 第4話  | ZMXZ-18321 | ZMBZ-18331 |
| 2  | 2025年7月25日     | 第5話 - 第8話  | ZMXZ-18322 | ZMBZ-18332 |
| 3  | 2025年8月27日予定 | 第9話 - 第12話 | ZMXZ-18323 | ZMBZ-18333 |